# Stigmella triumfettica
Stigmella triumfettica (лат.) — вид молей-малюток рода Stigmella (Nepticulinae) из семейства Nepticulidae.
Эндемик Южной Африки: ЮАР (Transvaal). Длина 3,6 мм. Усики серовато-пурпурные. Грудь, брюшко и передние крылья серовато-коричневые. Задние крылья серые. Гусеницы питаются растениями рода Triumfetta (Tiliaceae), минируют верхнюю поверхность листьев.
В апикальной части передних крыльев развиты две жилки: R4+5 и M.